# Здание Третьей белградской гимназии
Здание Третьей белградской гимназии (серб. Зграда Треће београдске гимназије) находится на улице Негошева д. 15, признано памятником культуры большого значения.

## История
Здание Третьей белградской гимназии возведено в 1906 году по проекту архитекторов Душана Живановича и Драгутина Джорджевича, то есть по проекту, по которому была построена гимназия в г. Валево два года до этого.
Здание полностью было построено силами отечественных строителей и с использованием отечественных материалов. Строительными работами руководил Васа Тешич. Архитектурные украшения, то есть декоративные и штукатурные работы выполнял в то время известный мастер Франя Валдман. В торжественном зале отделкой стен занимался Драгутин Инкиостри Меденяк, росписью потолка — Пашко Вучетич.

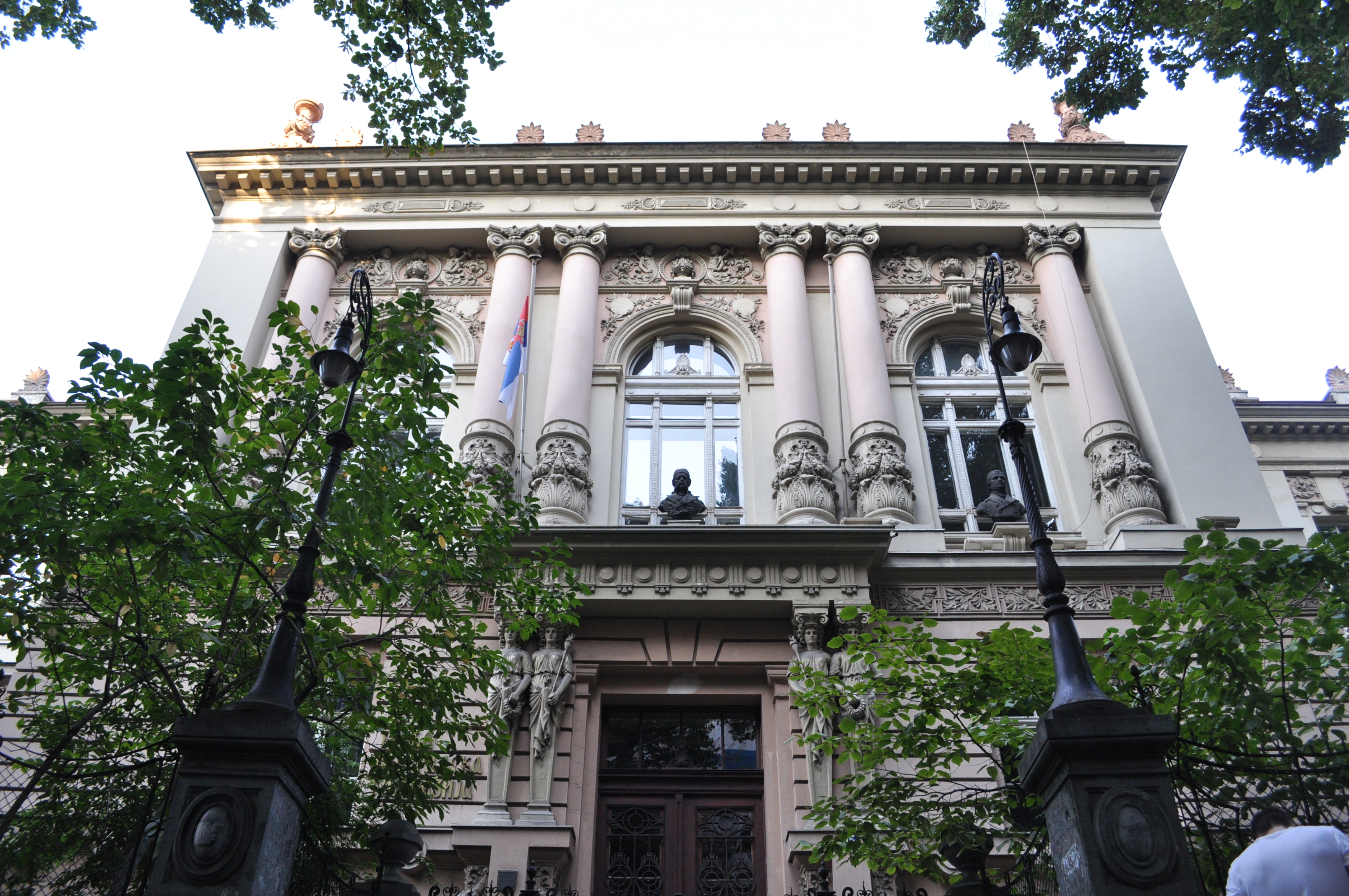
Здание Третьей белградской гимназии (деталь)

## Архитектура
Здание оформлено в стиле архитектуры академизма. С четко подчеркнутыми элементами, последовательно примененными в пышной наружной и внутренней рельефной декорации, здание относится к произведениям искусства, представляющим архитектуру Сербии начала XX века. Здание имеет два этажа. Проектировано свободно стоящим сооружением, вытянутым в сторону улицы, имеющим в плане формы букву «Ш», включающую главную продольную секцию с продольным центральным ризалитом и тремя поперечными крыльями на дворе, из которых среднее имеет намного меньшую длину. Отделка фасада основывается на строго проведенной классической симметрии. Центральный ризалит главного фасада сильно акцентирован кариатидами на входном портале, вздвоенными колоннами на втором этаже, богатой рельефной декорацией оконных проемов, а также бронзовыми бюстами Доситея Обрадовича, Вука Караджича и Йосифа Панчича, произведениями известного скульптора Петра Убавкича.
Здание Третьей белградской гимназии представляет собой лучший, редко сохранившийся образец школьной архитектуры своего времени, первой школой с современной интерьером в Белграде, превосходящий по рабочим условиям все наши школы того времени. Архитектурное решение в целом означало прорыв в осовременении необходимых условий в школах.
Будучи зданием, включающим исторические достоинства развития школьного образования в Белграде, из-за своего архитектурно-градостроительного значения, а также, являясь авторским достижением выдающихся архитектором того времени, Здание Третьей белградской гимназии признано памятником культуры в 1964 году, и объектом культурного наследия большого значения в 1979 году.

## Награды
- Сретенский орден II степени (2020)[2].